# Régusse
Régusse este o comună în departamentul Var din sud-estul Franței. În 2009 avea o populație de 2.067 de locuitori.

## Evoluția populației
| An        | 1975 | 1982 | 1990 | 1999  | 2006  | 2009  |
| --------- | ---- | ---- | ---- | ----- | ----- | ----- |
| Populație | 326  | 482  | 820  | 1.137 | 1.707 | 2.067 |